# Ljudmila Litvinovová
Ljudmila Anatoljevna Litvinovová (rusky Людмила Анатольевна Литвинова, Ljudmila Anatoljevna Litvinova; * 8. června 1985, Lipeck) je ruská atletka, jejíž specializací je hladká čtvrtka.

## Kariéra
Reprezentovala na letních olympijských hrách v Pekingu, kde společně s Julií Guščinovou, Taťjanou Firovovou a Anastasijí Kapačinskou vybojovala stříbrnou medaili ve štafetě na 4×400 metrů. Bronz získala na Mistrovství světa v atletice 2009 v Berlíně, kde místo Julie Guščinové štafetu ve finále doplnila Antonina Krivošapková.
Jejím největším individuálním úspěchem je zlatá medaile ze čtvrtky, kterou v roce 2007 vyhrála na mistrovství Evropy do 22 let v Debrecínu v čase 51,25 s.

## Osobní rekord
- 400 m (dráha) – 50,27 s – 24. července 2009, Čeboksary